# Cybopella tasmanica
Cybopella tasmanica är en stekelart som beskrevs av Boucek 1988. Cybopella tasmanica ingår i släktet Cybopella och familjen puppglanssteklar. Inga underarter finns listade i Catalogue of Life.